# Dima
Dima – gmina w Hiszpanii, w prowincji Biskaja, w Kraju Basków, o powierzchni 61,83 km². W 2011 roku gmina liczyła 1365 mieszkańców.